# Frans Delbeke
Frans Delbeke (Roeselare, 18 mei 1890 – Londen, 12 juli 1947) was een Belgisch schrijver en uitgever en is vooral bekend als financier van de schrijver Gerard Walschap.

## Biografie
Frans Delbeke was de zoon van de katholieke volksvertegenwoordiger en schepen Julien Delbeke, beter bekend als 'dokter Delbeke'. Hij studeerde aan het Klein Seminarie en aan de universiteit van Leuven, maar dit laatste zonder succes. In die periode werd hij literair actief voor enkele tijdschriften zoals de Dietsche Warande en Belfort. Zijn schoonvader had handelsbelangen in Londen, waardoor het jonge gezin tijdens de Eerste Wereldoorlog in Engeland verbleef. Na zijn terugkeer was hij opnieuw als verzekeringsmakelaar in Antwerpen actief, maar ontwikkelde hij vooral zijn literaire kant. 
In 1922 werd hij hoofdredacteur van het katholieke weekblad Het Vlaamsche Land van August van Cauwelaert. Door de aantrekking van Lodewijk Dosfel werd dit een radicaal-Vlaams blad. Zo kwam hij ook in contact met de schrijver Gerard Walschap. In 1924 werd de uitgeverij overgenomen door De Vlaamsche Boekenhalle, maar Delbeke bleef er actief. Hij werkte ook nauw samen met Walschap aan enkele toneelstukken zoals 'Flirt'. Delbeke was de man met het kapitaal die het creatieve talent van Walschap ondersteunde. Na het faillissement van de uitgeverij gingen beide uit elkaar. Delbeke werd actief voor het radicale Jong Dietschland.
Na zijn echtscheiding schreef Delbeke het toneelstuk De doodendans over een liefdeloos huwelijk. Het was zijn laatste Vlaamse toneelstuk. Hij veroordeelde de houding van de kerk ten aanzien van zijn leven en verliet uiteindelijk in 1935 Vlaanderen voor Engeland. Hij hertrouwde er met een jonge vrouw uit Jamaica. Hij richtte een lampenfabriek op en vergaarde opnieuw fortuin. Zijn interesse voor de Vlaamse literatuur bleef wel behouden. Hij ondersteunde enkele schrijvers financieel, waaronder ook Walschap toen die in de problemen zat. Die laatste had invloed op Delbekes roman Tussen twee werelden uit 1940. 
Door het uitbreken van de Tweede Wereldoorlog verloor Delbeke grotendeels het contact met de Vlaamse literaire wereld. Om gezondheidsredenen had hij ook zijn bedrijf van de hand gedaan. Hij werkte nog aan een roman, 'Het gulden snoer', dat echter nooit verscheen en dat hij zelf voor zijn dood vernietigde. Na de oorlog ondersteunde hij nog Walschap toen die het slachtoffer van de repressie werd. In 1947 overleed Delbeke aan maagkanker.

## Werken
- 1908 - In den nieuwen thuis
- 1918 - De terugkeer : een tooneelschets in drie toonelen
- 1923 - De vrek

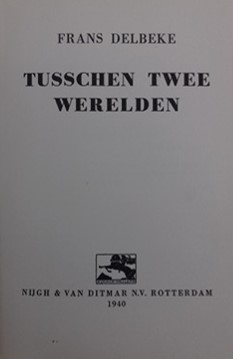
Frans Delbeke, Tussen Twee Werelden, 1940.

- Frans Delbeke, Tussen Twee Werelden, 1940.1924 - Flirt : spel in 3 bedrijven (met Gerard Walschap)
- 1924 - Lente : spel in 3 bedrijven (met Gerard Walschap)
- 1935 - Doodendans: dramatisch spel in 8 tafereelen
- 1940 - Tusschen Twee Werelden

### Tusschen Twee Werelden (1940)
In 1940 verschijnt het laatste boek van Frans Delbeke. Gerard Walschap zal zijn manuscript redigeren en klaarmaken voor publicatie bij de uitgeverij Nijgh & Van Ditmar. Walschap ziet het als een tegenprestatie voor de financiële steun die Delbeke hem in die periode geeft.
Op 19 december 1940 verschijnt in de krant Het Laatste Nieuws een artikel over de dan nieuwe publicatie. Voor de journalist is Tusschen Twee Werelden een roman "zoals een auteur er maar één in zijn leven kan schrijven". Het is een autobiografisch werk dat bol staat van de twijfel aan het geloof. Delbeke laat zijn personages (die vaak overkomen als een soort van alter ego voor de auteur) tot een filosofie komen van de Lebensbejahung (het ja-zeggen tegen het leven en puur wereld geluk). Doorheen het boek schommelt Delbeke tussen twee werelden van een dogmatisch, aan-het-leven-vreemde kerkelijk geloof en een wetenschappelijk gemotiveerde vrijzinnigheid. 
Uiteindelijk zal hij voor geen van beide kiezen, maar het leven op zich als doel uitroepen. "Om den dood het leven vergeten? Eensklaps heb ik de waarheid gezien. Vandaag ik, morgen gij: haast u te leven!"